# Afrocelestis
Afrocelestis is een geslacht van vlinders uit de familie echte motten (Tineidae).
De typesoort is Afrocelestis evertata Gozmány, 1965

## Soorten
- Afrocelestis evertata
- Afrocelestis inanis
- Afrocelestis lochaea
- Afrocelestis minuta
- Afrocelestis sacculata